# Rhaphuma salemensis
Rhaphuma salemensis là một loài bọ cánh cứng trong họ Cerambycidae.